# Jean Devaivre
Jean Devaivre (né Jean-Justin de Vaivre; 18 de dezembro de 1912–28 de abril de 2004) foi um diretor de cinema e roteirista francês. Além disso, trabalhou como diretor de dublagem, preparando filmes em língua estrangeira para lançamento na França. Seu irmão Louis Devaivre era editor de cinema.
O filme Salvo-conduto (Laissez-passer, 2002), dirigido por Bertrand Tavernier, é baseado nas atividades de Devaivre na indústria cinematográfica francesa durante a ocupação da França pelos nazistas. Apesar de qualificar o filme como "formidável", Devaivre levou Tavernier ao tribunal por plágio de suas memórias.

## Filmografia selecionada
- Garotas das Lojas de Paris (1943)
- A Mulher das Onze Horas (1948)
- A Fazenda dos Sete Pecados (1949)
- Fugitivo de Montreal (1950)
- Vingança em Camargue (1950)
- Minha esposa, minha vaca e eu (1952)
- Alarme em Marrocos (1953)
- Um capricho da querida Caroline (1953)
- Caroline e os Rebeldes (1955)
- O inspetor gosta de brigar (1957)